# Henning Läuter
Henning Läuter (* 25. Januar 1944 in Großenhain) ist ein deutscher Mathematiker.

## Leben
Der Sohn eines Lehrerehepaars besuchte von 1958 bis 1962 die Käthe-Kollwitz-Oberschule in Berlin-Prenzlauer Berg. Nach dem Abitur absolvierte er zunächst eine Lehre als Elektromechaniker, bevor er von 1963 bis 1968 Mathematik an der Humboldt-Universität zu Berlin studierte. Nach dem Studium wurde er Aspirant bei Rolf Reißig am Institut für Mathematik und Mechanik der Akademie der Wissenschaften zu Berlin. Läuter wurde 1971 bei Olaf Bunke an der Humboldt-Universität mit einer Dissertation zum Thema Vorhersage und Schätzung bei stochastischen Prozessen mit linearem Regressionsanteil promoviert. 1976 habilitierte sich Läuter mit einer Arbeit zum Thema Schätzungen linearer Parameter in eingeschränkten linearen Modellen. 1980 wurde Läuter Professor der AdW der DDR. Nach dem Ende der DDR wurde er im Rahmen des Wissenschaftler-Integrations-Programms gefördert.
Forschungsschwerpunkte umfassten insbesondere
- Optimierung der Magnetbandproduktion bei ORWO Wolfen,
- Multivariate Statistik,
- Versuchsplanung,
- Glättungen und
- Klassifikationsverfahren.

1994 erhielt Läuter den Ruf als Ordentlicher Professor für Stochastik an der Universität Potsdam. Im dortigen Mathematischen Institut leitete er den Lehrstuhl für Mathematische Statistik bis zur Emeritierung im Jahre 2009.
Läuter war verheiratet mit der Mathematikerin Elisabeth Läuter, mit der er die zwei Söhne Martin Läuter (* 1969) und Matthias Läuter (* 1975) hat. Beide Söhne sind Mathematiker. Jürgen Läuter ist ein Bruder von Henning Läuter und ebenfalls Mathematiker.

## Ehrungen
1990 erhielt Läuter die Leonhard-Euler-Medaille der Akademie der Wissenschaften der DDR für seine grundlegenden Forschungsarbeiten auf dem Gebiet der Mathematischen Statistik.

## Veröffentlichungen (Auswahl)
- H. Läuter, R. Pincus (1989): Mathematisch-statistische Datenanalyse. Akademie Verlag Berlin, Oldenbourg-Verlag München.
- E. Läuter, H. Läuter (1984): Experimental design methods. In: Statistical inference in linear models (ed. by H. Bunke, O. Bunke), S. 505–568. John Wiley, Chichester.
- H. Läuter (1984): Estimating linear parameters using additional information. In: Statistical inference in linear models (ed. by H. Bunke, O. Bunke), S. 166–203. John Wiley, Chichester.
- E. Läuter, H. Läuter (1977): Methoden der Versuchsplanung. In K.M.S. Humak: Statistische Methoden der Modellbildung, 423–478. Akademie Verlag Berlin.